# Centre hospitalier universitaire d'Orléans
Le centre hospitalier universitaire d'Orléans, depuis peu appelé CHU d'Orléans (anciennement CHR d'Orléans) est un établissement public de santé français ayant le statut de centre hospitalier universitaire et situé à Orléans, préfecture du département du Loiret et de la région Centre-Val de Loire.
Le CHU d'Orléans est l'établissement hospitalier le plus important du Loiret et l'établissement support du groupement hospitalier de territoire du Loiret. En 2017, il emploie 5 323 personnes. La transformation vers un CHU avait été annoncée en 2022, et fut officialisée dès octobre 2023.

## Histoire

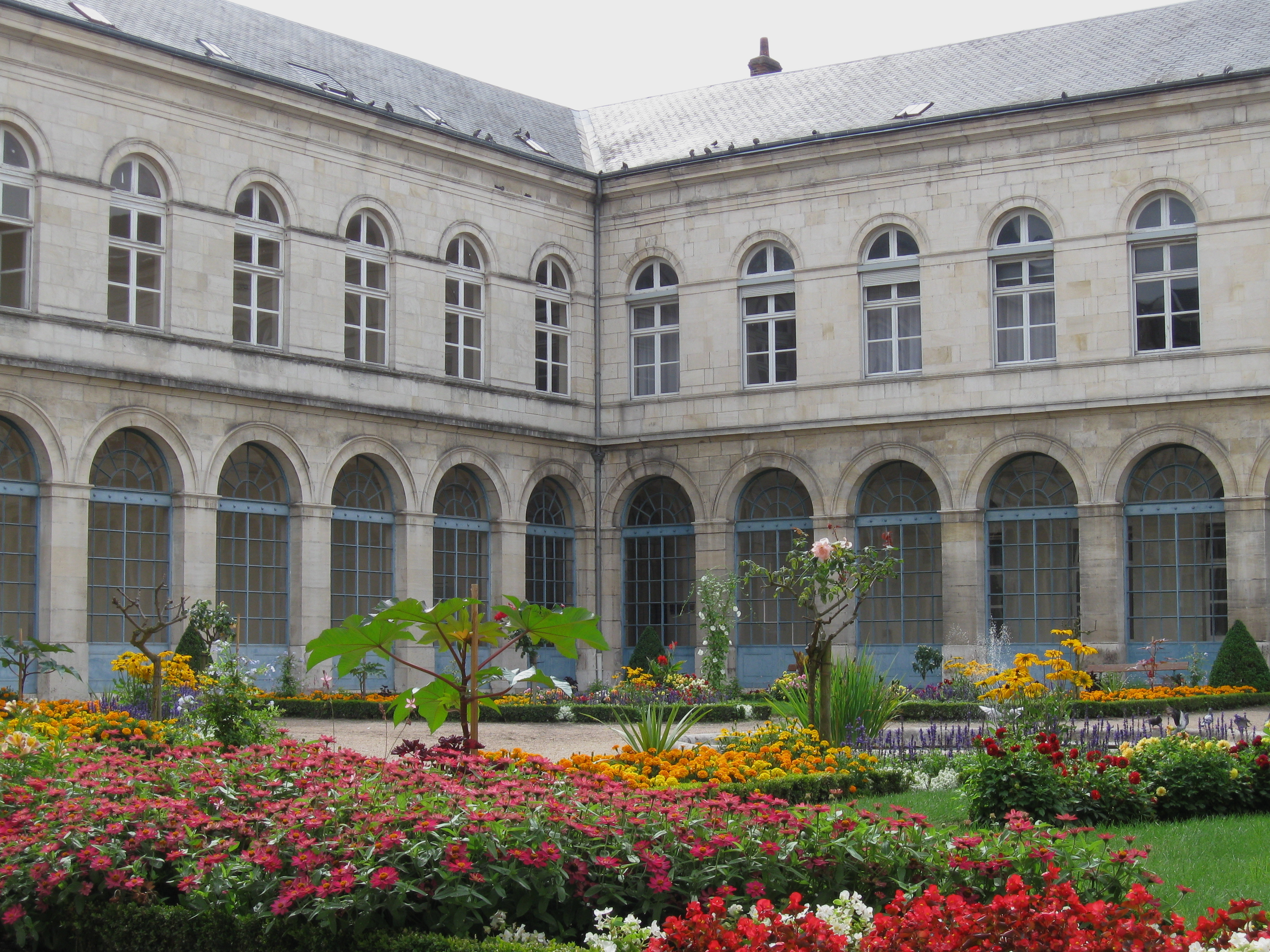
Cloître de l'Hôtel-Dieu de l'ancien hôpital Porte-Madeleine.

Des incertitudes subsistent sur la création du premier hôpital d'Orléans. Une thèse la fait remonter au début du IXe siècle, à l'initiative de Théodulf, que Charlemagne avait nommé évêque d'Orléans en 798,.
L'histoire de l'Hôtel-Dieu qui lui succéda est mieux connue : créé en 1150 près de l'angle nord-ouest de la cathédrale Sainte-Croix, et remanié à plusieurs reprises, il reste en fonction jusqu'en 1844, et est démoli peu après, suscitant l'indignation de Prosper Mérimée et Charles de Montalembert, fervents défenseurs du patrimoine,.
Des hospices de moindre importance, appelés aumônes, ont également été créés en divers points de la ville, soit pour les malades, comme la Maladrerie destinée à accueillir les lépreux, ou l'Hospice Saint-Mathurin pour les aveugles, soit pour les passants et pèlerins, comme l'Aumône Saint-Antoine, bâtie dans le lit de la Loire au milieu du vieux pont d'Orléans ; la plupart de ces aumônes sont regroupées en Aumône Générale sous Henri II. Lors d'une épidémie de peste, deux lieux d'accueil pour les pestiférés sont créés : d'abord le Petit Sanitas en 1583, puis le Grand Sanitas en 1586,.
Le Centre hospitalier régional d'Orléans est créé le 22 mars 1945, remplaçant ainsi les Hospices civils, créés sous le directoire.
Le dernier en date des hôpitaux, celui d'Orléans-La Source, a été ouvert en 1975 pour suppléer au manque de capacité de l'Hôtel-Dieu, qui poursuit parallèlement son activité, les deux hôpitaux se répartissant dorénavant, les diverses disciplines médicales.
Le nouvel hôpital d'Orléans, ouvert en 2015 à Orléans-La Source, est construit selon une démarche de haute qualité environnementale (HQE). Il remplace les deux hôpitaux actuels ainsi que le site de Saran. Il est inauguré le 2 janvier 2017 à Orléans-La Source par Bernard Cazeneuve, Premier ministre, en présence de Marisol Touraine, ministre de la Santé.
Le 22 février 2022, le Premier ministre Jean Castex annonce la transformation à venir du CHR d'Orléans en CHU, grâce a l'aide de la Faculté de médecine de Montpellier, via son ancien doyen le Pr. Michel Mondain,,, décision saluée et soutenus par la plupart des élus nationaux et locaux du Loiret et de la région de tous bords,.
Le 12 octobre 2023, une convention de transformation en CHU a été signée en compagnie de la ministre de l'Enseignement supérieur Sylvie Retailleau, la ministre déléguée chargée de l'Organisation territoriale et des professions de santé Agnès Firmin-Le Bodo, les présidents des Universités d'Orléans et de Tours, ainsi que le maire d'Orléans, Serge Grouard, actant ainsi la création du CHU d'Orléans,.

## Établissements

### Établissements en activité
Le centre hospitalier universitaire d'Orléans se compose d'un grand hôpital :
- Le nouvel hôpital d'Orléans à Orléans-La Source, situé au sud de la Loire, à 10 km du centre-ville

Quatre sites d'hébergement pour personnes âgées, répartis dans plusieurs communes d'Orléans Métropole, le complètent :
- Le centre de cure médicale de Saran ;
- La maison de retraite Pierre Pagot d'Orléans (quartier Saint-Marceau) ;
- La maison de retraite de Saint-Jean-de-Braye.

| Établissement          | 2015  | 2016  | 2017  |
| ---------------------- | ----- | ----- | ----- |
| La Source              | 1 230 | 1 230 | 1 227 |
| Bois Fleuri            | 260   | 260   | 260   |
| Paul Gauguin           | 100   | 100   | 100   |
| Pierre Pagot           | 85    | 85    | 85    |
| Les Écureuils          | 77    | 77    | 77    |
| Capacité d'accueil     | 1 752 | 1 752 | 1 749 |
| dont Lits              | 1 607 | 1 607 | 1 599 |
| dont Places installées | 145   | 145   | 150   |

### Anciens établissements
Jusqu'à sa fermeture en 2015, le centre hospitalier régional d'Orléans gérait également l'hôpital Porte-Madeleine, situé en centre-ville d'Orléans, assurant notamment les urgences pédiatriques.
Il gérait également de 1970 à février 2018, la résidence Paul Gauguin à la Chapelle Saint-Mesmin.

## Plateau technique
Le centre hospitalier universitaire d'Orléans dispose d'un plateau technique composé de :
- 2 appareils de tomographie par émission de positons (Tep Scan)
- 3 appareils d'imagerie par résonance magnétique (IRM)
- 4 appareils de tomodensitométrie (scanners), dont 1 dédié à la simulation et au centrage en radiothérapie
- 4 appareils d’angiographie numérisée, dont 3 salles de coronarographie
- 3 accélérateurs de particules
- 3 appareils de scintigraphie (gamma caméras), dont 2 hybrides et 1 dédié à la cardiologie
- 19 postes de dialyse
- 1 appareil de lithotripsie (lithotripteur)
- 1 appareil de tomothérapie
- 2 robots chirurgicaux

## Ressources humaines
En 2017, le centre hospitalier d'Orléans emploie 5 323 personnes, dont 656 personnels médicaux et 4 667 personnels non-médicaux :
| Professionnels        | Professionnels                              | Effectif |
| --------------------- | ------------------------------------------- | -------- |
| Personnel médical     | Praticiens temps plein                      | 270      |
| Personnel médical     | Internes                                    | 150      |
| Personnel médical     | Attachés                                    | 66       |
| Personnel médical     | Étudiants                                   | 64       |
| Personnel médical     | Assistants                                  | 42       |
| Personnel médical     | Praticiens contractuels                     | 42       |
| Personnel médical     | Praticiens temps partiel                    | 11       |
| Personnel médical     | Cliniciens                                  | 9        |
| Personnel médical     | Chefs de clinique - assistants des hôpitaux | 2        |
| Personnel médical     | Total personnel médical                     | 656      |
| Personnel non médical | Soignant et éducatif                        | 3 267    |
| Personnel non médical | Technique                                   | 584      |
| Personnel non médical | Administratif                               | 272      |
| Personnel non médical | Médico-technique                            | 295      |
| Personnel non médical | Secrétaires médicaux                        | 249      |
| Personnel non médical | Total personnel non médical                 | 4 667    |

## Organisation
Le centre hospitalier universitaire d’Orléans est organisé en pôles qui regroupent des activités de soins, de prévention et de recherche communes ou complémentaires. Il se compose d'un pôle dédié à la prise en soin des personnes âgées et de neuf pôles d’activités médicales :
- Anesthésie ;
- Appui à la qualité des soins ;
- Biopathologies ;
- Chirurgie et anesthésie-réanimation adultes ;
- Femme-enfant ;
- Imagerie ;
- Médecines à fortes consultations ;
- Médecines interventionnelles ;
- Métiers de l’urgence

## Budget
Le budget du centre hospitalier universitaire d'Orléans a connu d'importantes évolutions relatives à l'avancement du projet de nouvel hôpital d'Orléans.
|                 |                               | 2015      | 2016     | 2017     |
| --------------- | ----------------------------- | --------- | -------- | -------- |
| Investissements | Remboursement du capital      | 17,34 M€  | 19,20 M€ | 17,65 M€ |
| Investissements | Immobilisations en cours      | 50,65 M€  | 17,74 M€ | 10,30 M€ |
| Investissements | Immobilisations corporelles   | 41,05 M€  | 8,93 M€  | 8,63 M€  |
| Investissements | Immobilisations incorporelles | 1,73 M€   | 1,37 M€  | 1,92 M€  |
| Investissements | Total investissements         | 110,77 M€ | 47,24 M€ | 38,5 M€  |
| Exploitation    | Personnel non médical         | 45,6 %    | 38,9 %   | 39,6 %   |
| Exploitation    | Personnel médical             | 11,5 %    | 11,5 %   | 11,9 %   |
| Exploitation    | Dépenses médicales            | 23,2 %    | 21,3 %   | 20,2 %   |
| Exploitation    | Dépenses hôtelières           | 8,8 %     | 7,3 %    | 7,3 %    |
| Exploitation    | Autres dépenses               | 11 %      | 21 %     | 21 %     |
| Exploitation    | Total exploitation            | 434,4 M€  | 509,1 M€ | 508,5 M€ |

## Engagements
Le centre hospitalier universitaire d'Orléans est engagé en faveur de l'opération Pièces Jaunes depuis 2018. La Fondation Hôpitaux de Paris-Hôpitaux de France lui a notamment décerné le deuxième prix Pièces Jaunes de la mobilisation des hôpitaux 2018, d'une valeur de 3 100 € à destination des services pédiatriques de l'hôpital, en récompense de son implication dans l'édition 2018 de l'opération.